# 산루이스투코투코
산루이스투코투코(Ctenomys pontifex)는 투코투코과에 속하는 설치류의 일종이다. 아르헨티나 서부 지역에서 발견된다.